# Волшебники!
«Волшебники!» (англ. Wizards!) —- будущий комедийный фильм режиссёра Дэвида Мишо. Главные роли в фильме исполнили Пит Дэвидсон, Франц Роговски, Наоми Скотт, Шон Харрис и Орландо Блум.

## Сюжет
Двое незадачливых работников пляжного бара натыкаются на украденную добычу и решают присвоить её себе, что приводит к большим неприятностям.

## В ролях
- Пит Дэвидсон
- Франц Роговски
- Наоми Скотт
- Шон Харрис
- Орландо Блум[3][4]
- Рахиль Роман[5]

## Производство
В мае 2022 года стало известно, что Дэвидсон, Роговски, Скотт и Харрис вошли в актёрский состав фильма. В июне того же года было объявлено, что к актёрскому составу присоединился Блум.
Съёмки фильма проходили в Кэрнсе, штат Квинсленд, и на мысе Трибулус (в Cape Tribulation Resort & Spa) в течение примерно пяти недель и завершились в августе 2022 года. В ходе съёмок было создано около 100 рабочих мест и в три раза больше ролей для статистов, в которых участвовали женщины из числа коренного населения региона.